# کلاه گل

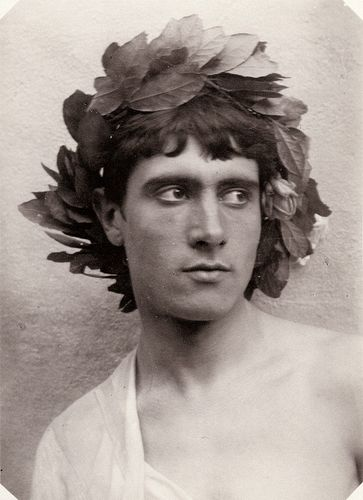
پسر با یک کلاه گل از لورل

کلاه گل (به انگلیسی: Chaplet) یک سرگیربه شکل تاج گل است که از برگ، گل یا شاخه‌های بافته‌شده به صورت حلقه‌ای ساخته شده‌است. معمولاً در مناسبت‌های جشن و روزهای مقدس پوشیده می‌شود. در زمان‌های قدیم به عنوان تاج نشان‌دهنده پیروزی یا اقتدار نیز عمل می‌کرد.